# Злинська сільська територіальна громада
Злинська сільська територіальна громада — територіальна громада в Україні, в Новоукраїнському районі Кіровоградської області. Адміністративний центр — село Злинка.
Площа громади — 274,7940 км², населення — 5937 осіб (2019).
Утворена 12 червня 2020 року шляхом об'єднання Злинської, Плетеноташлицької та Розсохуватської сільських рад Маловисківського району.

## Населені пункти
У складі громади 6 сіл:
- Злинка
- Новаківка
- Плетений Ташлик
- Розсохуватка
- Станція Ташлик
- Шевченкове